# Ferdinand (film)
Ferdinand is een Amerikaanse computeranimatiefilm uit 2017 onder regie van Carlos Saldanha. De film werd geproduceerd door Blue Sky Studios en 20th Century Fox en is gebaseerd op het kinderboek The Story of Ferdinand van schrijver Munro Leaf en illustrator Robert Lawson. In de originele versie wordt de stem van Ferdinand ingesproken door wereldkampioen professioneel worstelaar John Cena en in de Nederlandstalige versie door wereldkampioen zwaargewicht kickbokser Rico Verhoeven.

## Verhaal
Ferdinand is een stier die geen vlieg kwaad doet. Hij woont samen met andere stieren op een boerderij. De vaders van deze stieren hebben allemaal in Madrid gevochten tegen een beroemde matador. Ferdinand wordt veel gepest om zijn zachtaardigheid. Op een gegeven dag wordt zijn vader afgevoerd om tegen de matador te vechten. Hij komt echter nooit meer terug. Dit zorgt ervoor dat Ferdinand uit de boerderij ontsnapt, en vlucht. Hij komt bij een meisje en haar vader terecht, waar hij een groot grasveld met veel bloemen heeft om rond te lopen. Bij dit meisje groeit hij uit tot een indrukwekkende, kolossale volwassen stier. 
Op een dag moeten het meisje en haar vader naar dorp voor het bloemenfestival. Zij besluiten echter dat Ferdinand niet meer mee kan, omdat hij te groot is. Dit vindt hij erg jammer, en zorgt voor teleurstelling. Hij besluit echter toch te gaan. 
Bij aankomst zorgt hij door zijn verschijning al voor de nodige paniek. Hij wordt gestoken door een bij, waardoor hij door het lint gaat, en voor veel chaos zorgt. Hierdoor zien de dorpelingen hem voor een gevaar, en wordt hij afgevoerd, en weer afgeleverd bij dezelfde boerderij als in het begin van de film. 
Hij komt er ook achter dat een stier nooit kan winnen van de matador, en dat hij dus zal sterven. Nog steeds weigert hij tegen de matador te willen vechten. Hij ontmoet echter een groepje egels, en een maffe geit. Dit groepje probeert Ferdinand toch zover te krijgen. Door een onderling duel tussen Ferdinand en een andere stier, kiest de matador ervoor dat hij tegen Ferdinand wil vechten. 
Uiteindelijk komt Ferdinand er dus niet onderuit en zal hij gaan vechten tegen de matador. Uiteindelijk weet Ferdinand de harten van het publiek te winnen, en zorgen ze ervoor, dat Ferdinand gespaard wordt. De matador geeft op, en zo heeft Ferdinand dus gewonnen. 
Aan het einde van de film komt hij weer te wonen bij het meisje en haar vader.

## Stemverdeling
| Personage  | Originele stem         | Nederlandse stem      |
| ---------- | ---------------------- | --------------------- |
| Ferdinand  | John Cena              | Rico Verhoeven        |
| Lupe       | Kate McKinnon          | Plien van Bennekom    |
| Angus      | David Tennant          | Mike Weerts           |
| Valiente   | Bobby Cannavale        | Daan van Rijssel      |
| Bones      | Anthony Anderson       | Werner Kolf           |
| Guapo      | Peyton Manning         | Wiebe-Pier Cnossen    |
| Paco       | Jerrod Carmichael      | Rutger 'Furtjuh' Vink |
| Una        | Gina Rodriguez         | Sanne Bosman          |
| Dos        | Daveed Diggs           | Charly Luske          |
| Cuatro     | Gabriel Iglesias       | Dennis Willekens      |
| Hans       | Flula Borg             | Joey Schalker         |
| Klaus      | Boris Kodjoe           | Marcel Jonker         |
| Greta      | Sally Phillips         | Hymke de Vries        |
| Nina       | Lily Day               | Vlinder Kamerling     |
| El Primero | Miguel Ángel Silvestre | Johnny Kraaijkamp jr. |
| Moreno     | Raúl Esparza           | Has Drijver           |

Het originele script is van Robert L. Baird, Tim Federle en Brad Copeland.

Nederlandse vertaling en dialoogregie van Stan Limburg.

## Productie
In 2011 werd door 20th Century Fox bekendgemaakt de rechten te hebben verworven van het verhaal The Story of Ferdinand van Munro Leaf voor een animatiefilm met Carlos Saldanha. In mei 2013 werd aangekondigd dat 20th Century Fox de film zal produceren in samenwerking met Blue Sky Studios. In september 2016 werd aangekondigd dat John Powell wordt ingehuurd voor de filmmuziek.

## Prijzen en nominaties
De belangrijkste:
| Jaar | Prijs          | Categorie               | Genomineerde(n)                           | Uitslag     |
| ---- | -------------- | ----------------------- | ----------------------------------------- | ----------- |
| 2018 | Golden Globes  | Beste animatiefilm      | Beste animatiefilm                        | Genomineerd |
| 2018 | Golden Globes  | Beste filmsong ("Home") | Nick Jonas, Justin Tranter en Nick Monson | Genomineerd |
| 2018 | Academy Awards | Beste animatiefilm      | Carlos Saldanha                           | Genomineerd |